# شین دونگ-هیوک
شین دونگ-هیوک (انگلیسی: Shin Dong-hyuk)؛ زادهٔ (۱۹ نوامبر ۱۹۸۲ یا ۱۹ نوامبر ۱۹۸۰) که نام شین این گئون را در بدو تولد بر او گذاشتند، یک فعال حقوق بشر کره شمالی است. او به خاطر اینکه تنها زندانی شناخته شده‌ای است که موفق به فرار از یک اردوگاه زندانیان سیاسی در کره شمالی با درجهٔ «ناحیه تحت کنترل کامل» شده‌است، معروف است. زندگی او، دستمایه تحریر یک کتاب زندگی‌نامه با نام، فرار از اردوگاه ۱۴: داستان واقعی فرار اودیسه‌وار مردی از کره شمالی به سوی آزادی توسط بلین هاردن، روزنامه‌نگار سابق واشینگتن پست گردید.
شین در این کتاب، از زندگی خود در کمپ ۱۴، برای افزایش آگاهی از اوضاع اردوگاه‌های کار اجباری و زندانیان سیاسی کره شمالی، و دربارهٔ رژیم استبدادی کره شمالی با مخاطبان خود سخن گفته‌است.
در ژانویه ۲۰۱۵، او از برخی مطالبی که روایت کرده بود عقب‌نشینی کرد، ولی اکثر کارشناسان برای حفظ وجهه او، به عنوان یک قربانی نقض حقوق بشر در کره شمالی، به حمایت خودشان از او ادامه دادند.